# Піску-Лунг
Піску-Лунг (рум. Piscu Lung) — село у повіті Долж в Румунії. Входить до складу комуни Булзешть.
Село розташоване на відстані 176 км на захід від Бухареста, 33 км на північ від Крайови.

## Населення
За даними перепису населення 2002 року у селі проживали 36 осіб, усі — румуни. Усі жителі села рідною мовою назвали румунську.